# El aire de la calle
"El aire de la calle" es una canción del grupo jerezano Los Delinqüentes, incluida en su álbum debut El sentimiento garrapatero que nos traen las flores, publicado en 2001 por la discográfica Virgin. Compuesta por Miguel Ángel Benítez y Marcos del Ojo "El Canijo", la canción se convirtió en un himno del movimiento "garrapatero", fusionando flamenco, rock y poesía callejera. rock rumba

## Producción y estilo
Grabada en Jerez bajo la producción de Josema García Pelayo, la canción refleja la esencia del estilo "garrapatero", una mezcla de flamenco, rock, reggae y chirigotas gaditanas. Las influencias de artistas como Pata Negra, Triana y Kiko Veneno son evidentes en su sonido. El estilo vocal de Migue Benítez, más apegado al cante flamenco, se combina con letras que evocan la vida bohemia y la libertad.

## Temática
"El aire de la calle" celebra la vida cotidiana y la libertad del espíritu bohemio. Las letras describen escenas urbanas, la despreocupación por las convenciones sociales y un amor por la vida sencilla. La canción transmite una sensación de autenticidad y conexión con la calle, destacando la importancia de vivir el momento y abrazar la propia identidad.

## Recepción y éxito

### Legado
"El aire de la calle" se ha consolidado como una de las canciones más representativas de Los Delinqüentes. Su fusión de estilos y letras poéticas la han convertido en un referente del flamenco-rock español. La canción ha sido incluida en recopilatorios como Recuerdos garrapateros de la flama y el carril (2006), y ha sido interpretada por diversos artistas en homenaje a Migue Benítez, quien falleció en 2004.

### Versiones
Una de las versiones más destacadas es la de Manuel Carrasco, quien interpretó la canción en una actuación en vivo en el Estadio La Cartuja (Sevilla), aportando su estilo personal y acercando la canción a un público más amplio. También, en un festival de Chiclana, la cantante Lola Índigo le hizo homenaje a Miguel junto a El Canijo de Jerez cantando dicha canción.

## Certificaciones
| Pais   | Organismo certificador | Certificación | Ref.  |
| ------ | ---------------------- | ------------- | ----- |
| España | PROMUSICAE             | 3× Platino    | [ 9 ] |